# ناحیه گیلفورد، وباشا، مینه سوتا
ناحیه گیلفورد (به انگلیسی: Gillford Township) یک منطقهٔ مسکونی در ایالات متحده آمریکا است که در شهرستان وباشا واقع شده‌است.
 ناحیه گیلفورد ۹۱٫۷ کیلومتر مربع مساحت و ۵۸۱ نفر جمعیت دارد و ۳۲۱ متر بالاتر از سطح دریا واقع شده‌است.